# Luitingh-Sijthoff
Luitingh-Sijthoff este o editură din Țările de Jos, care publică cărți de ficțiune și non-ficțiune pentru piața neerlalandeză. Ea este o subsidiară a conglomeratului neerlandez NDC VBK de uitgevers.

## Istoric
Compania A.W. Sijthoff a fost fondată de către Albertus Willem Sijthoff în Leiden în 1851, iar compania Luitingh a fost înființată în 1947. Sijthoff, care avea o importanță editorială în creștere în comerțul de cărți traduse, s-a opus unei petiții prin care se cerea ca Țările de Jos să semneze Convenția de la Berna pentru Protecția Operelor Literare și Artistice în 1899 pentru că a simțit că restricțiile cu privire la drepturile de autor pe plan internațional ar înăbuși industria editorială a țării. Sediul Sijthoff a fost atacat cu o mașină-capcană după ce Haagsche Courant, deținut la acel moment de familia Sijthoff, a tipărit un articol negativ despre afacerile desfășurate în anii 1980 de către o agenție de colectare deținută de interlopul neerlandez Eef Hoos.
În 1989, editurile A. W. Sijthoff și Luitingh au fuzionat pentru a forma Luitingh-Sijthoff, care își are sediul în Amsterdam.

## Cărți publicate
Cărțile din catalogul Luitingh-Sijthoff sunt publicate sub mai multe mărci specializate precum Luitingh, Luitingh Fantasy, Mouria, Poema-Pocket, Sijthoff și Uitgeverij L.
Luitingh publică versiuni în limba neerlandeză ale romanelor scrise în limba engleză scrise de scriitori celebri precum Dan Brown, Michael Crichton, Stephen King, Dean Koontz, Robert Ludlum și Thomas Harris.
De la înființarea sa în 1992, marca Luitingh Fantasy a devenit cea mai mare editură de cărți de fantezie și ficțiune speculativă din Țările de Jos, publicând operele unor autori precum Raymond E. Feist, Terry Goodkind, Bernhard Hennen, Robin Hobb, Robert Jordan și George R. R. Martin.
Poema-Pocket editează cărți cu copertă groasă ale unor populari autori de ficțiune precum Patricia Cornwell, Jill Mansell și Danielle Steel.
Sitjhoff publică thrillere și cărți de non-ficțiune pentru cititori ocazionali, inclusiv De zaak Natalee Holloway (Cazul Natalee Holloway) de Joran van der Sloot.
Începând cu anul 2005, Uitgeverij L (Editura L) publică colecții de benzi desenate și romane grafice ale unor autori de cărți de benzi desenate precum Christophe Arleston și Martin Lodewijk sau ale unor artiști manga cum ar fi Osamu Tezuka.

## Alte cărți publicate
- Bătălia de Noapte
- Încleștarea regilor
- Urzeala tronurilor
- Iureșul săbiilor